# Station Hamburg Hochkamp
Station Hamburg Hochkamp (Haltepunkt Hamburg Hochkamp, kort Haltepunkt Hochkamp) is een spoorwegstation in het stadsdeel Nienstedten van de Duitse plaats Hamburg, in de gelijknamige stadstaat. Het station is onderdeel van de S-Bahn van Hamburg en alleen treinen van de S-Bahn kunnen hier stoppen. Het station ligt aan de spoorlijn Hamburg-Altona - Wedel en is geopend op 1897. Het station heeft twee perronsporen aan één eilandperron.

## Treinverbindingen
De volgende S-Bahnlijn doet station Hochkamp aan:
| Serie | Treinsoort        | Route | Bijzonderheden |
| ----- | ----------------- | --- | -------------- |
|       | S-Bahn (DB Regio) | Hamburg Airport – /Poppenbüttel – Ohlsdorf – Barmbek – Berliner Tor – Hauptbahnhof – Altona – Hochkamp – Blankenese – Wedel |                |